# Gloria (СПБУ)
Gloria – самопідіймальна бурова установка, перша установка такого типу в Румунії.

## Загальні відомості
В межах програми пошуку родовищ на чорноморському шельфі Румунія організувала на верфі у дунайському Галаці (наразі Damen Shipyard Galati) спорудження бурових установок за придбаним в США проектом. Першою в цій серії стала установка Gloria, спущена на воду в листопаді 1975 року. 
За своїм архітектурно-конструктивним типом судно відносилось до самопідіймальних (jack-up). Воно мало чотири опори довжиною по 122 метра та могло оперувати в районах з глибинами до 90 метрів (під час припливу до 94 метрів) при максимальній висоті хвиль до 12 метрів. Судно було несамохідним, тому пересування до місця виконання робіт повинне було здійснюватись шляхом буксирування.
Розміщена на борту бурова установка TD320-34R потужністю 320 кінських сил дозволяла здійснювати спорудження свердловин глибиною 6 км. 
Силова установка Gloria базувалась на 2 двигунах 6LDSR-28-H та 3 двигунах 12LDSR-28-H (випускались UCM Resita по ліцензії швейцарської Sulzer), від яких живились 2 генератора по 0,8 МВт та 3 генератора по 1,84 МВт.
На борту могло проживати 78 осіб.
Gloria мала майданчик для гелікоптерів розмірами 24,4х24,4 метра.

## Служба судна
19 серпня 1976-го Gloria почала спорудження першої румунської офшорної свердловини Ovidiu Est 1, розташованої за 72 км на схід від мису Мідія в районі з глибиною моря 90 метрів. Ця свердловина була добурена до глибини 5006 метрів, проте не змогла відкрити поклади вуглеводнів. Так само безрезультатною виявилась і свердловина Midia 12, котра досягла глибини у 4226 метрів.
В 1980-му при спорудженні розвідувальної свердловини Lebada Est 8, яка досягла глибини 3542 метрів, були  отримані нафто- та газопрояви, які на початку не віднесли до промислових. Втім, фактично це стало відкриттям першого румунського офшорного родовища Лебада-Схід (класифікувати структуру як родовище дозволило подальше оціночне буріння за допомогою самопідіймального судна Orizont).
Всього по 1986 рік Gloria пробурила 17 свердловин загальною довжиною біля 50 тисяч метрів. 
Маючи за мету пришвидшити введення Лебада-Схід у розробку, Gloria встановили на цьому родовищі замість стаціонарної платформи, що дозволило розпочати видобуток у 1987-му. Судно працювало тут до 1998-го, після чого було переміщене на родовище Сіноє (видало першу продукцію у 1999-му). З 2010-го виробничий процес на Сіноє здійснювали за допомогою стаціонарної платформи для розміщення фонтанних арматур, тоді як Gloria стало виконувати функцію житлової платформи.
В 2019-му Gloria вивели з експлуатації через знос. Його опустили на палубу напівзанурюваної баржі GSP Bigfoot 2 та доправили до Констанци.